# Parlamento da Índia
O Parlamento da Índia (em hindi: संसद भवन) é o órgão legislativo supremo da República da índia. É constituído pelo Gabinete do Presidente, a câmara baixa (Lok Sabha) e a câmara alta (Rajya Sabha). Os membros de ambas as câmaras são referidos como Membros do Parlamento, sendo que os membros da Lok Sabha são eleitos pelo voto direto e os membros da Rajya Sabha são eleitos pela representação proporcional.
Dos 545 membros da câmara baixa, 530 representam os estados indianos e o restante representa os Territórios da União, governados diretamente pelo presidente.